# Гав д'Олорон
Гав д'Олорон (фр. Gave d’Oloron) је река у Француској. Дуга је 100 km. Улива се у Гав Реинис. 